# Общественный транспорт Кургана
Общественный транспорт Кургана — система городского пассажирского транспорта города Кургана.

## Троллейбус

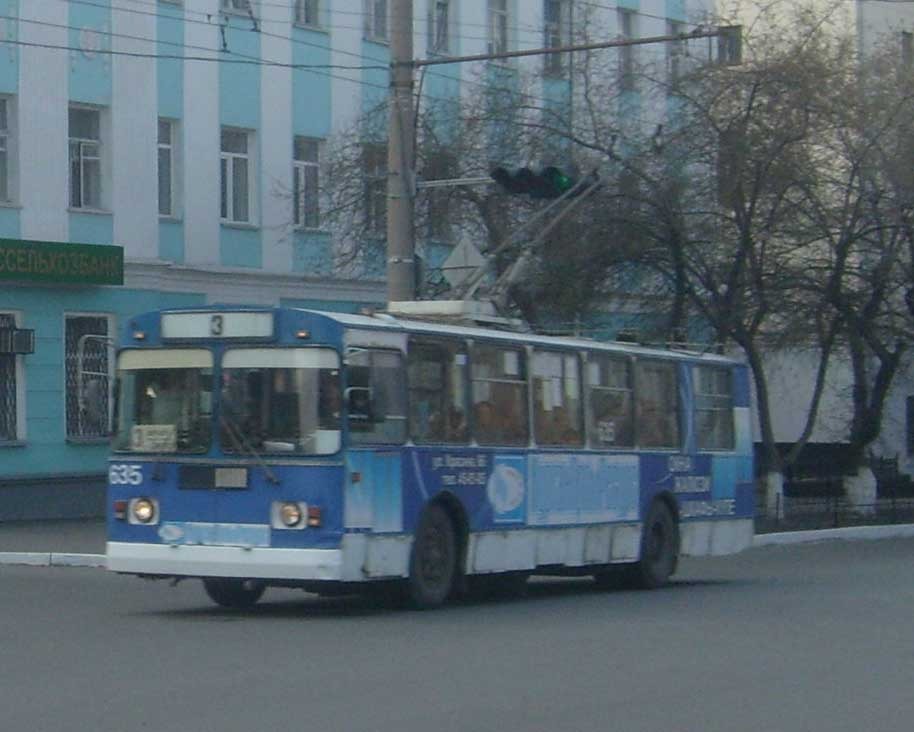

24 ноября 1965 года в Кургане была открыта первая троллейбусная линия. В тот же день на линию вышли 4 троллейбуса марки ЗИУ, которые повезли первых пассажиров по маршруту «КЗКТ – Химмаш». Именно с этого времени началось регулярное троллейбусное движение в Кургане. К открытию троллейбусного движения в городе были построены две тяговые подстанции мощностью 3600 кВт. Протяженность контактной сети составляла 26,4 км. Троллейбусный парк насчитывал 10 машин. Движение осуществлялось по трем маршрутам: «КЗКТ – Химмаш», «КЗКТ – ЭМИ», «КЗКТ – КСМ». В 80-е годы XX века были введены новые троллейбусные линии, которые связали центр города с окраинами. Так, было пущено движение до комбината «Синтез», на проспект маршала Голикова, до аэропорта и в поселок Сиреневый.

## Автобус
До конца 2006 года эксплуатацию городской автобусной системы осуществляло Муниципальное предприятие городского пассажирского транспорта (МПГПТ). Автопарк состоял из автобусов Ikarus, ЛиАЗ, ЛиАЗ, ЛАЗ, КАвЗ, МАРЗ, МАРЗ, Mercedes-Benz, Hainje, Den Oudsten, Setra, Scania. Наиболее загруженные маршруты обслуживались автобусами Ikarus-280.33. Помимо регулярных маршрутов, существовали маршруты-экспрессы, дублирующие регулярные маршруты, но при этом имеющие меньшее число остановок. С 2007 года происходило замещение маршрутов, ранее обслуживаемых МПГПТ, и маршруты перешли к предприятию ОАО «РегионАвтоТранс-Курган» - который заменил МПГПТ, но просуществовал до 2009 года и был тоже закрыт. С 2009 года все маршруты города отданы коммерческим предприятиям.С 2023 года начала действовать новая маршрутная сеть. Были введены 40 маршрутов, которая часть старых маршрутов заменила и будет замена автобусов ПАЗ 32054, ПАЗ 32053 на более комфортабельные автобусы.

## Маршрутное такси
Маршрутное такси в Кургане начало активно развиваться в конце 1990-х — начале 2000-х. Сейчас маршрутное такси представлено несколькими перевозчиками, имеет развитую сеть. Первоначально парк маршрутных такси практически полностью состоял из микроавтобусов «Газель» вместимостью до 13 человек, в последние годы идёт планомерное замещение их более вместительными и комфортабельными Ford Transit, Mercedes-Benz Sprinter.

## Электропоезда
В черте Кургана находятся остановочные пункты электропоездов, есть возможность использования их в качестве городского транспорта. Однако электрички ходят достаточно редко и заполняются преимущественно пригородными пассажирами. Кроме того, проезд в электропоезде получается дороже проезда на внутригородском общественном транспорте.

## Детская железная дорога
В Кургане действует Курганская детская железная дорога. Расположена на территории ЦПКиО между улицей Пушкина и рекой Тобол. Дорога имеет 2 станции (Пионерская и Звездочка) и протяжённость 1,5 км. Сезон начинается 1 июня и заканчивается 31 августа. Весной 2011 года дорога была реконструирована. На всём протяжении пути уложены бетонные шпалы, капитально отремонтированы станционные постройки. Однако с самого открытия и по сегодняшний день наиважнейшей проблемой Курганской ДЖД является, пожалуй, отсутствие собственного учебного корпуса. Кружки юных железнодорожников вынуждены ютиться по чужим углам, что не может не сказаться на качестве подготовки детей.

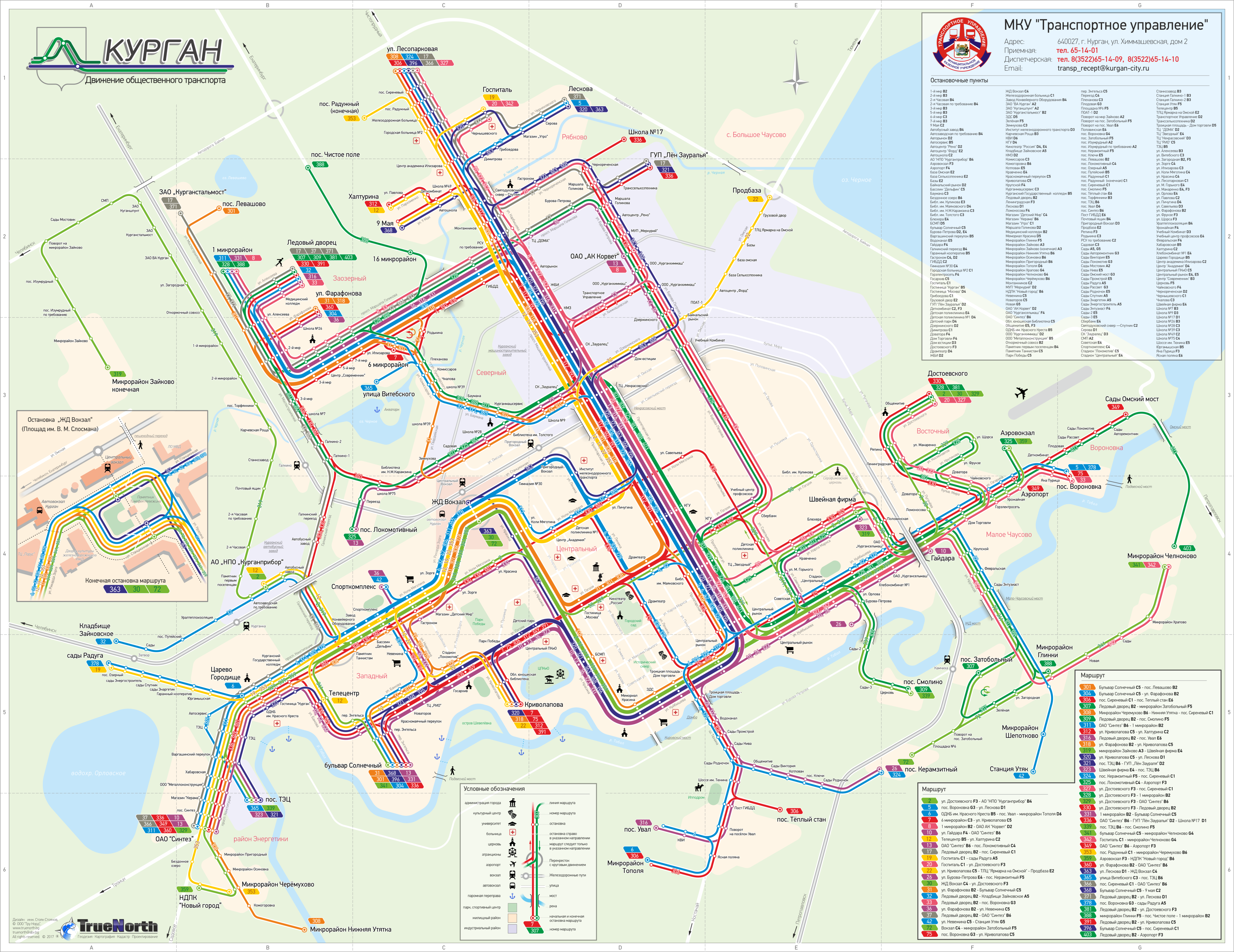
Схема автобусного транспорта город Курган